# Normativa marc federal
La normativa marc federal és un tipus de norma jurídica establida a l'article 75 de la Llei Fonamental de Bonn que va ser extinta per la reforma constitucional de 2006. En la Constitució de Weimar es troben antecedents d'aquest tipus de norma jurídica. Aquesta mena de norma és establida per la Federació i és desenvolupada per cada estat federal alemany, amb el requisit per a la Federació que li done espai per a regular a l'estat federal. Açò implica que la llei federal solament està completa si la desenvolupa una llei de l'estat federal.
L'apartat 75.3 de la Llei fonamental de Bonn establia que s'obligara als estats federals que legislaren per a desenvolupar la llei marc en un termini. Si es negaven, l'estat federal aniria contra el principi de lleialtat federal.